# Olivier Niquet
Olivier Niquet, né le 3 juin 1979, est un chroniqueur de radio, de télévision et de média écrit canadien, et diplômé en urbanisme,,.

## Biographie
Olivier Niquet grandit à Saint-Fulgence jusqu'à ses 7 ans, où il déménage avec sa famille à Montréal. Depuis 2004, il se spécialise dans les médias sociaux, ainsi que dans l'analyse humoristique des médias sportifs, des radios d'opinions et de l'actualité sportive montréalaise, spécialement les Canadiens de Montréal. De 2012 à 2022, il est chroniqueur et co-concepteur de l'émission La soirée est (encore) jeune sur ICI Radio-Canada Première,,,. Depuis 2022, ayant changé de format et de case horaire, l'émission s'appelle maintenant La journée (est encore jeune).
Il a tenu de nombreux blogues dans des médias montréalais,.
Dans les pages du journal Métro, il tient la chronique Le Sportnographe, commentant de manière humoristique l'actualité sportive.
Il est occasionnellement présent à l'émission de radio Gravel le matin dans le cadre du segment Le Sportnographe le matin, auparavant nommé Le combat des clips.
Depuis décembre 2016, il propose l'émission spéciale Le bêtisier sur les ondes de ICI Radio-Canada Première. Il s'agit d'une compilation de ses meilleurs extraits audio des dérapages médiatiques de l'année,.
En janvier 2017, il participe au spectacle Prédiction 2017 en compagnie de ses collègues de La soirée est (encore) jeune et de Fabien Cloutier, présenté huit soirs au théâtre St-Denis,.
En avril 2017, il est porte-parole de La Grande récolte pour les enfants de Moisson Montréal. Il est également scénariste pour l'émission MTL diffusée sur les ondes de Télé-Québec.
En octobre 2017, il ajoute une corde à son arc en publiant "Dans mon livre à moi", un livre de citations sportives recueillies au cours de sa carrière. Le livre se classera dans le top 10 Renaud-Bray lors de sa sortie.
En avril 2022, il publie un essai, "Les rois du silence" (éditions de Ta mère), qui traite des personnes introverties.
En mai 2022, il anime l'émission Ma ville aux rayons X, produite par Urbania et diffusée sur Savoir média.

## La soirée est (encore) jeune
La soirée est (encore) jeune est une émission de radio diffusée sur ICI Radio-Canada Première depuis 2012. Cette émission, composée de Jean-Philippe Wauthier, Fred Savard (jusqu'en 2018), Jean-Sébastien Girard et Olivier Niquet, propose un contenu humoristique sur une chaîne grand public. De 2015 à 2018, des segments de cette émission sont diffusés sur les ondes de ICI ARTV,.

## Le Sportnographe
De 2009 à 2012, il anime, en compagnie de Jean-Philippe Wauthier et Jean-Philippe Pleau, l'émission le Sportnographe, au même poste. Son nom de personnage est Yvan Piquette.

## Œuvres

### Recueils de citations
- Dans mon livre à moi, t. 1, Duchesne et du Rêve, 1er octobre 2017 (ISBN 9782981226419)
- Le club des mal-cités, Duchesne et du Rêve, 18 septembre 2018 (ISBN 9782981226426)
- Dans mon livre à moi, t. 2, Duchesne et du Rêve, 21 octobre 2020 (ISBN 9782981226440)

### Essais
- Les rois du silence, Éditions de Ta Mère, 4 avril 2022 (ISBN 9782925110309)